# 寿子内親王
寿子内親王（じゅしないしんのう）は、南北朝時代の皇族、光厳天皇の後宮、女院。花園天皇の皇女で母は正親町実子（宣光門院）。女院号は徽安門院。

## 生涯
永陽門院に養育され、その没後に遺領を相続した。光厳天皇の後宮に入ったが子はなく、崇光天皇及び後光厳天皇の准母とされた。建武4年（1337年）2月3日、内親王宣下され女院となった。延文元年に出家した。延文3年（1358年）薨去、享年41。
後期京極派の歌人の一人であり、『風雅和歌集』にもその歌が多く収められている。